# Mao (Ciad)
Mao è un comune del Ciad centrale, capoluogo della provincia di Kanem e del dipartimento omonimo. Ha una popolazione di 19 004 abitanti (2008).
Come in altre zone del Ciad, Mao fu governata contemporaneamente da un sultano locale (tradizionale) e da ufficiali governativi.

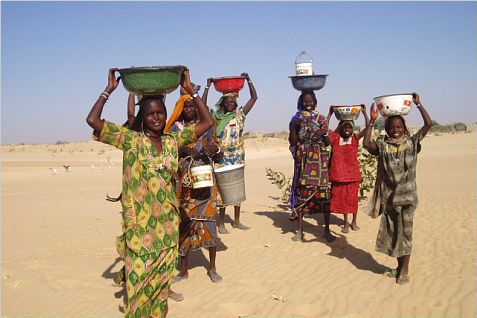
L'acqua in città è garantita da un pozzo scavato dalla GTZ, un'organizzazione non governativa tedesca alla fine degli anni Ottanta.

Situata ai limiti meridionali del deserto del Sahara, Mao è geograficamente costituita da dune di sabbia, con vegetazione sporadica.
La grande maggioranza della popolazione della città è musulmana. Ciò nonostante vi sono sue chiese cristiane nella città: una cattolica ed una protestante.
La città ha un piccolo aeroporto (codice aeroportuale IATA AMO), con pista asfaltata.